# Кён
Кён (нем. Köhn) — община в Германии, в земле Шлезвиг-Гольштейн. 
Входит в состав района Плён. Подчиняется управлению Пробстай.  Население составляет 835 человек (на 31 декабря 2010 года). Занимает площадь 13,16 км².